# Rhizophora mangle

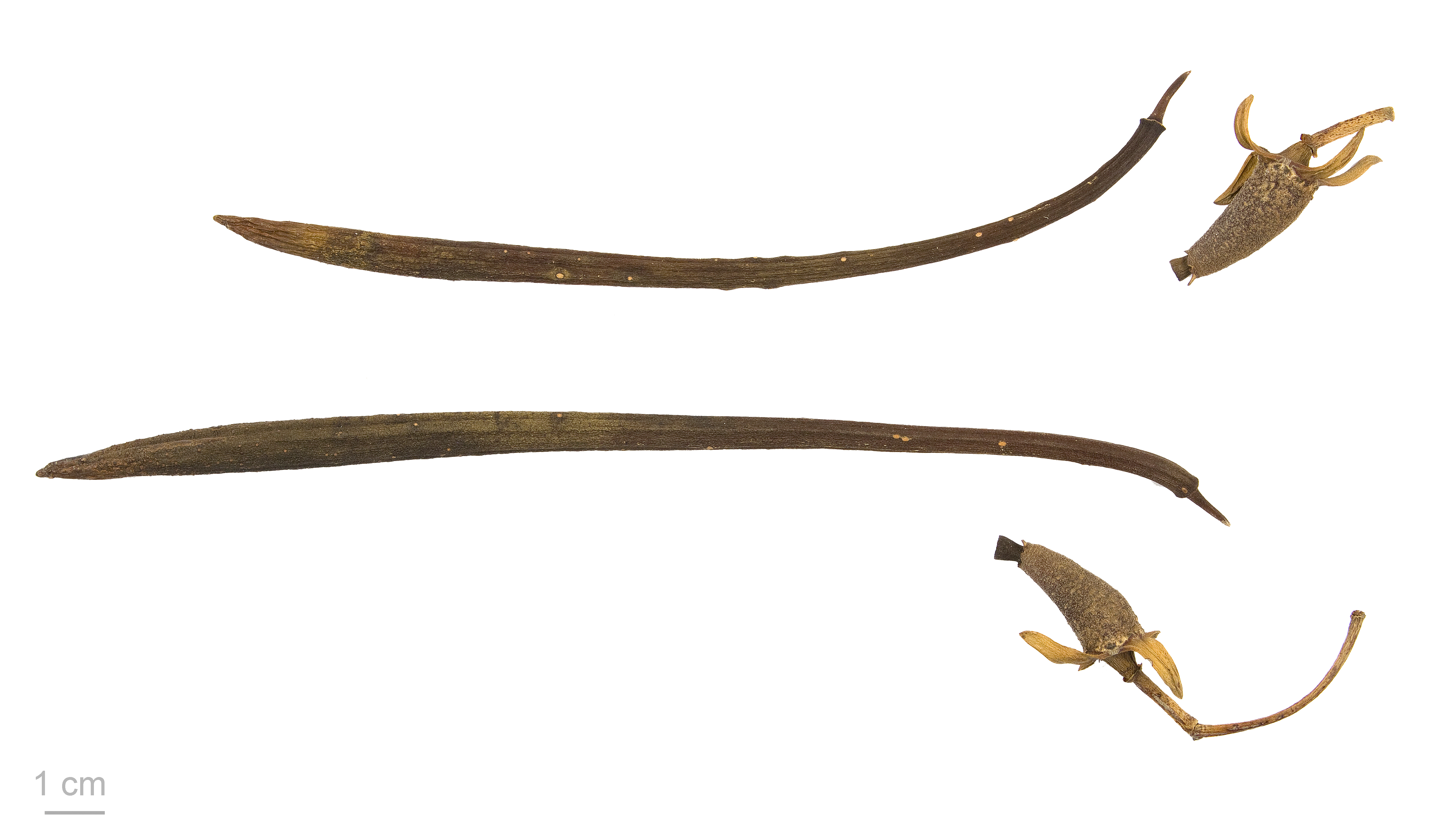
Rhizophora mangle

Rhizophora mangle L. è una pianta della famiglia Rhizophoraceae, ampiamente distribuita lungo gli estuari delle aree costiere tropicali e sub-tropicali dei versanti atlantici di America e Africa. È la specie tipo del genere Rhizophora.

## Distribuzione e habitat
L'areale di R. mangle si estende dalla Florida al Brasile e dal Senegal all'Angola. È stata introdotta dall'uomo e si è naturalizzata in Hawaii e Polinesia
Il suo habitat tipico sono le foreste di mangrovia, in prossimità degli estuari dei fiumi.